# Georg Eliasson

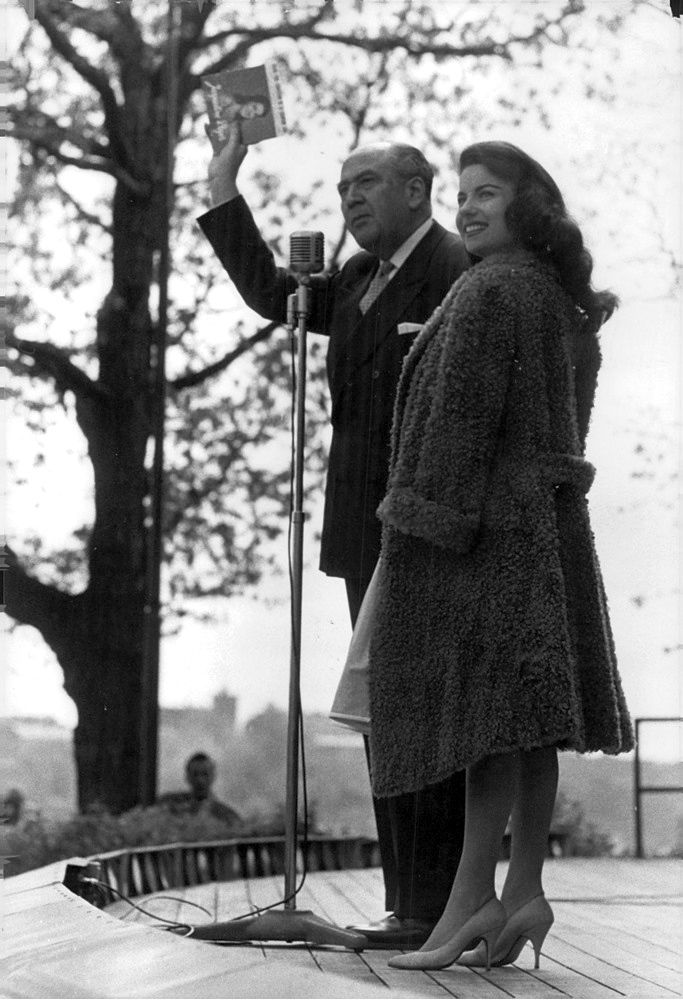
Georg Eliasson tillsammans med Jacqueline Boyer på Sollidenscenen, 1960.

Georg Axel Edvard Eliasson, född 5 mars 1905 i Stockholms mosaiska församling, död 16 februari 1973 i Lidingö församling, var en svensk sångtextförfattare, revyförfattare, radioman och förlagschef. 
Han kallades även "Tuppen", Georg "Tuppen" Eliasson, efter sitt morgonprogram i radio: "Uppe med tuppen".

## Biografi
Eliasson bildade tillsammans med skolkamraten Nils Perne teamet Nils-Georg, som från 1920-talet skrev en mängd schlagertexter. Många av deras texter gavs ut på det gemensamma förlaget, Nils-Georgs Musikförlags AB, där Eliasson var VD. 
Han var programchef för Skansen 1957–1961 och programchef för Sveriges Radios underhållningsavdelning 1962–1971. 
Som författare eller producent gjorde han över 700 radioprogram. Ensam skrev han ett 80-tal texter, varav 33 filmmelodier, förutom många revytexter.
Eliasson var son till grosshandlaren Axel Eliasson och Ester Sterner samt från 1933 gift med Anne-Marie Nordström, med vilken han hade sex barn.

## Kända texter
- Din vår är min vår
- Jag är ute när gumman min är inne
- Sol över Klara (ur filmen: Sol över Klara)

## Filmmanus
- 1947 – Får jag lov, magistern!

## Kompositioner

### Filmmusik
- 1932 – Modärna fruar[5]
- Allt vad du gav (musiken är skriven av Edvin Adolphson).
- 1938 – Vi som går scenvägen[6]
- Det började med ett glas champagne (musiken är skriven av Sune Waldimir).
- Det finns ingen som du (musiken är skriven av Helge Lindberg).
- 1939 – Cirkus[7]
- Clownens sång (musiken är skriven av Erik Fiehn).
- 1942 – Sol över Klara[8]
- Broder Ararat (musiken är skriven av Alvar Kraft).
- De' ska vara en målare till de' (musiken är skriven av Sven Rüno).
- Du är den enda (musiken är skriven av Alvar Kraft).
- 1942 – Stinsen på Lyckås[9]
- Broder Ararat (musiken är skriven av Alvar Kraft).
- Det går ett tåg mot drömmens land (musiken är skriven av Alvar Kraft).
- En för alla (musiken är skriven av Alvar Kraft).
- 1943 – En flicka för mej[10]
- Att möta våren (musiken är skriven av Kai Gullmar).
- Höjden av att kunna missförstå (musiken är skriven av Erik Baumann).
- 1943 – När ungdomen vaknar[11]
- Den vår vi gått och väntat på (musiken är skriven av Erik Baumann).
- En blödande ros (musiken är skriven av Erik Baumann).
- 1945 – Idel ädel adel[12]

- Kärleken allt eller intet begär (All or Nothing at All) (musiken är skriven av Arthur Altman och texten är en översättning av en engelska text av Jack Lawrence).

- Bagdad
- En er for lille og en er for stor
- Fusyjama
- Havets melodi
- Hoppsan! Fru Hamsterlund
- Håll i och dra
- Jag ger dig den sista dansen
- Kärleksexpressen
- Köp rosor, monsieur
- Min Isabell
- Mitt eget (lilla) sommarparadis
- När du hör min melodi
- När en sjöman går i land
- Och i madames boudoir
- Oj, oj, oj, oj, vad hon är söt
- On the Beach at Bali-Bali
- Sgitti-Baddi-Sgattebiddi-Bopa
- Sol över Klara
- The Bells of St. Mary's
- Toujours l'amour
- Tre skojiga skojare
- Ännu i mångtusende år